# Kennet Lundin
Kennet Lundin, född 24 november 1964 i Karlskoga, är en svensk marinbiolog och museiman. 
Kennet Lundin studerade biologi vid Lunds universitet och Göteborgs universitet samt disputerade 1999 för filosofie doktorsexamen vid Göteborgs universitet på en studie om Nemertodermatida, tvåstensmaskar; han blev senare docent vid Göteborgs universitet. Efter pedagogiska studier och tre år på Universeum Science Center anställdes han som vetenskaplig intendent vid Göteborgs naturhistoriska museum. 
Lundin har uppdrag för Artdatabanken, ingår i expertkommittén för rödlistning av marina ryggradslösa djur, styrgruppen för Gothenburg Global Biodiversity center, samt i redaktionskommittén för tidskriften Fauna och Flora. Tillsammans med Klas Malmberg på Aquatilis publicerade han 2015 Nordens första fälthandbok om nakensnäckor. De håller årligen kurser om nakensnäckor för dykare vid dykcentra i Sverige och utomlands. Lundin var huvudförfattare till del 20 och medförfattare till del 21 av Nationalnyckeln till Sveriges flora och fauna, som utkom 2021 respektive 2023 och som tillsammans behandlar underklassen Heterobranchia. En tredje och avslutande nationalnyckelvolym för Sveriges övriga marina snäckor är under arbete. 
År 2022 utkom hans bok Sjömat – den ätbara mångfalden i havet, utgiven av förlaget Ekström & Garay. 